# Lycodes seminudus
Lycodes seminudus es una especie de pez de la familia de los Zoarcidae en el orden de los perciformes.

## Morfología
- Los machos pueden llegar a alcanzar los 51,7 cm de longitud total.
- Número de vértebras: 96.[1][2]

## Alimentación
Come gambas y cochinillas de la humedad.

## Hábitat
Es un pez de mar y de aguas profundas que vive entre 357-1.400 m de profundidad.

## Distribución geográfica
Se encuentra en Alaska, el Canadá, Groenlandia, Islandia, Noruega y Rusia.

## Observaciones
Es inofensivo para los humanos.